# Heinsenia fatua
Heinsenia fatua är en insektsart som beskrevs av Melichar 1906. Heinsenia fatua ingår i släktet Heinsenia och familjen Tropiduchidae. Inga underarter finns listade i Catalogue of Life.